# Meatball Machine
Pour plus de détails, voir Fiche technique et Distribution.
Meatball Machine (ミートボールマシン, Mītobōru mashin) est un film de science-fiction horrifique japonais réalisé par Yūdai Yamaguchi et Jun'ichi Yamamoto, sorti en 2005. Il s'agit d'un remake d'un film du même titre de Jun'ichi Yamamoto (1999).
Ce film a été présenté au 24e Festival international du film fantastique de Bruxelles, en 2006.

## Synopsis
Tout est chamboulé par des êtres humains transformés en machines mortelles par de mystérieux parasites extraterrestres venus sur Terre.

## Fiche technique
- Titre original : ミートボールマシン
- Titre international : Meatball Machine
- Réalisation : Yūdai Yamaguchi et Jun'ichi Yamamoto
- Scénario : Junya Kato
- Photographie : Shinji Kugimiya, Shu G. Momose
- Production : Yukihiko Yamaguchi
- Société de distribution : Kazé
- Pays d’origine : Japon
- Langue officielle : japonais
- Genre : science-fiction
- Format : couleur
- Durée : 145 minutes
- Date de sortie : 2005
- Interdit aux moins de 16 ans en version intégrale et aux moins de 12 ans en version censurée.

## Distribution
- Issei Takahashi : Yōji
- Aoba Kawai : Sachiko
- Kenichi Kawasaki : Tanaka
- Shōichirō Masumoto : Doi
- Tōru Tezuka : Tsujimoto
- Ayano Yamamoto : Michino